# Jan Mizikowski
Jan Mizikowski (ur. 4 maja 1931 w Stanisławowie, zm. 26 maja 1999 w Mrozach) – polski polityk, adwokat, poseł na Sejm I kadencji.

## Życiorys
Syn Ignacego i Lucyny. Ukończył w 1955 studia na Wydziale Prawa Uniwersytetu Warszawskiego. Początkowo pracował w prokuraturze, następnie praktykował jako adwokat. W drugiej połowie lat 70. współpracował z Ruchem Obrony Praw Człowieka i Obywatela. Później związał się z Konfederacją Polski Niepodległej. W stanie wojennym został internowany na okres od 13 grudnia 1981 do 7 października 1982.
Z ramienia KPN sprawował mandat posła I kadencji wybranego w okręgu bialskopodlasko-siedleckim. W 1992 przeszedł do Ruchu dla Rzeczypospolitej. W 1993 bez powodzenia ubiegał się o reelekcję z listy Koalicji dla Rzeczypospolitej. Od 1995 zasiadał we władzach Ruchu Odbudowy Polski. W wyborach parlamentarnych w 1997 bez powodzenia kandydował do Sejmu z listy Narodowo-Chrześcijańsko-Demokratycznego Bloku dla Polski.
Pochowany na cmentarzu w Długiej Kościelnej.

## Odznaczenia
W 2009, w uznaniu wybitnych zasług dla nauki polskiej, za działalność na rzecz wolnej Polski, za osiągnięcia w podejmowanej działalności państwowej i publicznej, został pośmiertnie odznaczony przez prezydenta Lecha Kaczyńskiego Krzyżem Oficerskim Orderu Odrodzenia Polski. W 2020 odznaczony pośmiertnie Krzyżem Wolności i Solidarności.